# Sojuz MS-11
Sojuz MS-11 je ruská kosmická loď typu Sojuz. Start proběhl 3. prosince 2018 11:31 (UTC) kdy ji vynesla nosná raketa Sojuz-FG z kosmodromu Bajkonur k Mezinárodní vesmírné stanici (ISS), kam dopravila tři členy Expedice 58. Sloužila u ISS jako záchranná loď až do 25. června 2019, kdy se s ní stejná trojice kosmonautů vrátila zpět na Zem.

## Posádka
Hlavní posádka
- Oleg Kononěnko (4), velitel, Roskosmos (CPK)
- David Saint-Jacques (1), palubní inženýr 1, CSA
- Anne McClainová (1), palubní inženýr 2, NASA

V závorkách je uveden dosavadní počet letů do vesmíru včetně této mise.

### Záložní posádka
- Alexandr Skvorcov ml., Velitel, Roskosmos (CPK)
- Luca Parmitano, palubní inženýr 1, ESA
- Andrew Morgan, palubní inženýr 2, NASA